# Colton (Oregon)
Colton az Amerikai Egyesült Államok Oregon államának Clackamas megyéjében, az Oregon Route 211 mentén elhelyezkedő önkormányzat nélküli település.

## Története
1892-ben Joshua Gorbett és egy Cole nevű személy a települést egymásról kívánták elnevezni; a posta szerint a Gorbett elnevezés a Corbettel összekeverhető lenne, ezért a Colton mellett döntöttek.

## Földrajz
Colton a Tej-patak, a Molalla folyó mellékága mentén fekszik, ami a Nyugat-Cascades-hegységben zajló vulkanikus tevékenység során jött létre.

## Oktatás
A Coltoni Tankerületnek három intézménye van.

## Nevezetes személy
- Stella Nickell, elítélt gyilkos, akit férje megmérgezéséért kilencven év börtönbüntetésre ítéltek[5]

## Fordítás
- Ez a szócikk részben vagy egészben  a   Colton, Oregon című angol Wikipédia-szócikk ezen változatának fordításán alapul.  Az eredeti cikk szerkesztőit annak laptörténete sorolja fel. Ez a jelzés csupán a megfogalmazás eredetét és a szerzői jogokat jelzi, nem szolgál a cikkben szereplő információk forrásmegjelöléseként.